# 宫内国郎
宫内国郎（1932年2月16日—2006年11月27日）是日本的作曲家。

## 简介
少年时代看了乔治·格什温的传记电影《美国交响乐》后沉迷于爵士乐。国立音乐大学附属高等学校入学，立志成为小号演奏者，但因为患了肺结核而放弃了，转而成为作曲家。以广播工作为开端，开始负责电影和电视节目的音乐。

## 主要作品

### 电影
- 光荣属于恐妻党总裁（恐妻党総裁に栄光あれ，1960年）
- 气体人第一号（ガス人間第一号，1960年）
- 追捕杀人犯（殺人者を追え，1962年）
- 正在诊察中（ただいま診察中，1964年）
- 哥斯拉·迷你拉·加巴拉 全体怪兽大进击（ゴジラ・ミニラ・ガバラ オール怪獣大進撃，1969年）
- 地球攻击命令 哥斯拉对盖刚（地球攻撃命令 ゴジラ対ガイガン，1972年）※只有主题歌。

### 电视节目
- 虎女士（おトラさん，1956年）※钢琴演奏。
- 武藏野夫人（武蔵野夫人，1960年）
- 人生的四季（人生の四季，1961年）※在单集电视剧系列中担任多次音乐作曲。
- 三女性（三人の女，1961年）
- 来雪山的男人（雪山に来た男，1962年）
- 龙虎八天狗（龍虎八天狗，1962年）
- 结婚（結婚，1962年）
- =女性=（=女=，1962年）※在单集电视剧系列中担任多次音乐作曲。
- 0角度（0のアングル，1963年）
- 白色魔鱼（白い魔魚，1965年）
- 女性的一生（女の一生，1965年）
- 奥特Q（ウルトラQ，1966年）
- 奥特曼（ウルトラマン，1966年）
- 快兽布斯卡（快獣ブースカ，1966年）
- 飞翔吧！巴奇利（とびだせ!バッチリ，1966年）
- 战斗！万能杰克号（戦え!マイティジャック，1968年）※与富田勋作曲的《万能杰克号》的音乐并用。
- 宇宙泰山（The Herculoids，日本放映时间1969年）※日语版主题曲作曲。
- 俏巴喇（チビラくん，1970年）※与涉谷毅、广濑健次郎共同创作。
- 恩爱秀（ラブラブショー，1970年）
- 电子分光人（スペクトルマン，1971年）※只有主题曲。
- 三重战士（トリプルファイター，1972年）
- ChargeMan研！（チャージマン研!，1974年）
- 暖暖家族（ほかほか家族，1976年）
- 恐龙特急克塞号（恐竜戦隊コセイドン，1978年）※只有主题曲。
- 乔尼亚斯奥特曼（ザ☆ウルトラマン，1979年）※第10话以后与冬木透的音乐并用。
- 被绑架的超级明星（さらわれたスーパースター，1980年）
- 奥特Q黑暗幻想（ウルトラQ dark fantasy，2004年）※只有主题曲。

## 关联人物
- 圆谷皋
- 冬木透